# Condado de Montgomery (Tennessee)
O Condado de Montgomery é um dos 95 condados do Estado americano do Tennessee. A sede do condado é Clarksville, e sua maior cidade é Clarksville. O condado possui uma área de 1 409 km² (dos quais 12 km² estão cobertos por água), uma população de 134 768 habitantes, e uma densidade populacional de 96 hab/km² (segundo o censo nacional de 2000). O condado foi fundado em 1796.